# New Day Rising
New Day Rising ist das vierte Studioalbum der amerikanischen Alternative/Punk-Band Hüsker Dü. Es wurde im Januar 1985 veröffentlicht. Das Musikmagazin Rolling Stone führte es im Jahr 2012 auf Platz 488 seiner Liste der 500 besten Alben aller Zeiten und das Titellied im Jahr 2010 auf Platz 96 der 100 besten Gitarrensongs aller Zeiten.

## Hintergründe
„New Day Rising“ wurde aufgenommen, noch bevor das Vorgängeralbum „Zen Arcade“ veröffentlicht worden war. Mit dem Album kombinierte die Band die Punk-Attitüde der vorangegangenen Alben mit einem besseren und für den Punk untypisch epischen Sound und verminderte die Geschwindigkeit der Lieder. Die Stücke stammen von Bob Mould und von Schlagzeuger Grant Hart. Den Songwriter erkannte man daran, dass derjenige, der ein Stück sang, dies auch geschrieben hatte. Das Stück „I Apologize“ gilt als Referenzwerk für das Gitarrenspiel von Gitarrist Bob Mould und wird als eines der besten Gitarrenhymnen der 1980er angesehen. In dem Stück „Celebrated Summer“ setzte die Band erstmals eine Akustikgitarre als Soloinstrument ein. Das Lied wurde zusammen mit dem Titelstück des Albums als Promo-Single im Dezember 1984 an verschiedene Radiostationen verteilt.

## Titelliste
1. New Day Rising – 2:31
2. The Girl Who Lives on Heaven Hill – 3:03
3. I Apologize – 3:40
4. Folklore – 1:34
5. If I Told You – 2:05
6. Celebrated Summer – 3:59
7. Perfect Example – 3:16
8. Terms of Psychic Warfare – 2:17
9. 59 Times the Pain – 3:13
10. Powerline – 2:22
11. Books About UFOs – 2:46
12. I Don’t Know What You’re Talking About – 2:20
13. How to Skin a Cat – 1:52
14. Whatcha Drinkin – 1:30
15. Plans I Make – 4:16

## Rezeption
Der Rough Guide to Rock bezeichnet das Album als erste ernstzunehmende Mischung aus Popmusik und Hardcore und bemerkt, dass mit Liedern wie „Books About UFOs“ ein ironischer Sinn für Humor in die Texte Einzug gehalten habe. Stephen Thomas Erlewine von Allmusic hebt die Melodiosität der Lieder hervor und ordnet das Album dem Postpunk zu. Das Rolling Stone schreibt dem Album einen großen Einfluss auf Bands wie Nirvana zu.